# Фузато, Даниэль
Даниэл Черантула Фузато (порт.-браз. Daniel Cerantola Fuzato; род. 4 июля 1997, Санта-Барбара-д’Уэсти, Сан-Паулу) — бразильский футболист, вратарь клуба «Васко да Гама».

## Клубная карьера
Воспитанник футбольной школы клуба «Палмейрас». Взрослую футбольную карьеру начал в 2017 году в основной команде того же клуба.
Своей игрой за эту команду привлек внимание представителей тренерского штаба итальянского клуба «Рома», в состав которого присоединился в 2018 году. Отыграл за «волков» следующие два сезона своей игровой карьеры, однако впервые футболист сыграл за основную команду только 1 августа 2020 года в гостевой игре Серии А против «Ювентуса» (1:3).
19 августа 2020 года Даниэль был отдан в аренду на сезон в португальский «Жил Висенте», но поскольку не сыграл за первую команду ни одной игры, уже в январе досрочная аренда была разорвана и бразильский вратарь вернулся в Рим. В концовке второй половины сезона из-за травмы основного голкипера Пау Лопеса и серии неудачных игр второго вратаря Антонио Миранте, Фузато сыграл в оставшихся матчах сезона 2020/21. В следующем сезоне 2021/22 Фузато помог команде выиграть дебютный розыгрыш Лиги конференций, но на турнире сыграл лишь в одном матче группового этапа против софийского ЦСКА (3:2).
21 июня 2022 года Фузато перебрался в испанскую «Ивису», заключив трёхлетний контракт.
5 июля 2023 года на правах аренды присоединился к клубу «Хетафе» с правом выкупа.

## Карьера за сборную
В 2016 году привлекался в состав молодёжной сборной Бразилии. На молодёжном уровне сыграл в 2 официальных матчах, пропустив 3 гола.

## Достижения

### «Рома»
- Победитель Лиги конференций УЕФА: 2021/22